# Parc national de Bouhedma
Le parc national de Bouhedma (arabe : جبل بوهدمة) est un parc national de Tunisie créé par le décret présidentiel no 1660 du 18 décembre 1980.

## Géographie
Il est situé au centre de la Tunisie, sur le territoire de deux délégations, à savoir celle de Mezzouna relevant du gouvernorat de Sidi Bouzid (11 000 hectares) et celle de Belkhir relevant du gouvernorat de Gafsa (près de 5 000 hectares). Couvrant un total de 16 448 hectares, il constitue le deuxième plus large parc naturel tunisien en termes de superficie.
Le parc fait partie de la chaîne montagneuse Orbata-Haddej-Bou Hedma de l'Atlas saharien sud-oriental. Il appartient au réseau des réserves mondiales de biosphère par l'Unesco (programme MAB) depuis 1977,.

## Climat
Le parc se trouve dans une région climatique méditerranéenne avec des hivers doux. Cette région fait partie de l'étage bioclimatique aride, entre le sous-étage supérieur à hiver tempéré et le sous-étage inférieur à hiver frais. On peut distinguer trois unités géomorphologiques différentes ayant des altitudes variables entre 90 et 814 mètres :
- la zone de montagne ou djebel ;
- le piémont ;
- le plaine inondable.

Les précipitations annuelles moyennes tournent autour de 180 millimètres, avec une variabilité entre la quantité de pluie reçue par la plaine et celle reçue par le sommet du djebel. Quant à la température annuelle moyenne, elle est égale à 17,2 °C, avec un maximum de 38 °C à l'ombre en été et un minimum de 3,9 °C. Ces variations de températures et de précipitations peuvent avoir des répercussions sur la végétation du parc.

## Patrimoine naturel
L'une des dernières steppes arborées de l'Afrique du Nord, le parc national de Bouhedma abrite de nombreuses espèces végétales et animales protégées en tant que derniers spécimens de leur genre, tels l'Acacia tortilis, la gazelle dorcas et le mouflon à manchettes, pratiquement disparues partout ailleurs en Tunisie. La diversité géomorphologique et climatique de Bouhedma a favorisé l'installation de ces espèces adaptées à des conditions variables.
Le parc est considéré comme une zone de transition qui abritent les espèces venant de la mer Méditerranée et du Sahara et comme la seule aire protégée à steppe arborée à base d'Acacia tortilis. L'acacia et les graminées pérennes (Poaceae) forment un paysage très semblable à la savane du Sahel africain et typique du milieu aride. De plus, le parc abritait autrefois une faune similaire à celle du Sahel africain, soit les éléphants, les lions de l'Atlas, les autruches rouges, les léopards, etc. Au fil des années, cette faune a disparu progressivement.
D'autres espèces sont réintroduites à partir des années 1980, après leur extinction au début du XXe siècle, comme l'oryx algazelle, l'addax et l'autruche. On y rencontre aussi la gazelle dama dont on pense qu'elle a disparu de Tunisie entre les XVIIe et XIXe siècles ; sa réintroduction a lieu au début des années 1990.

### Faune

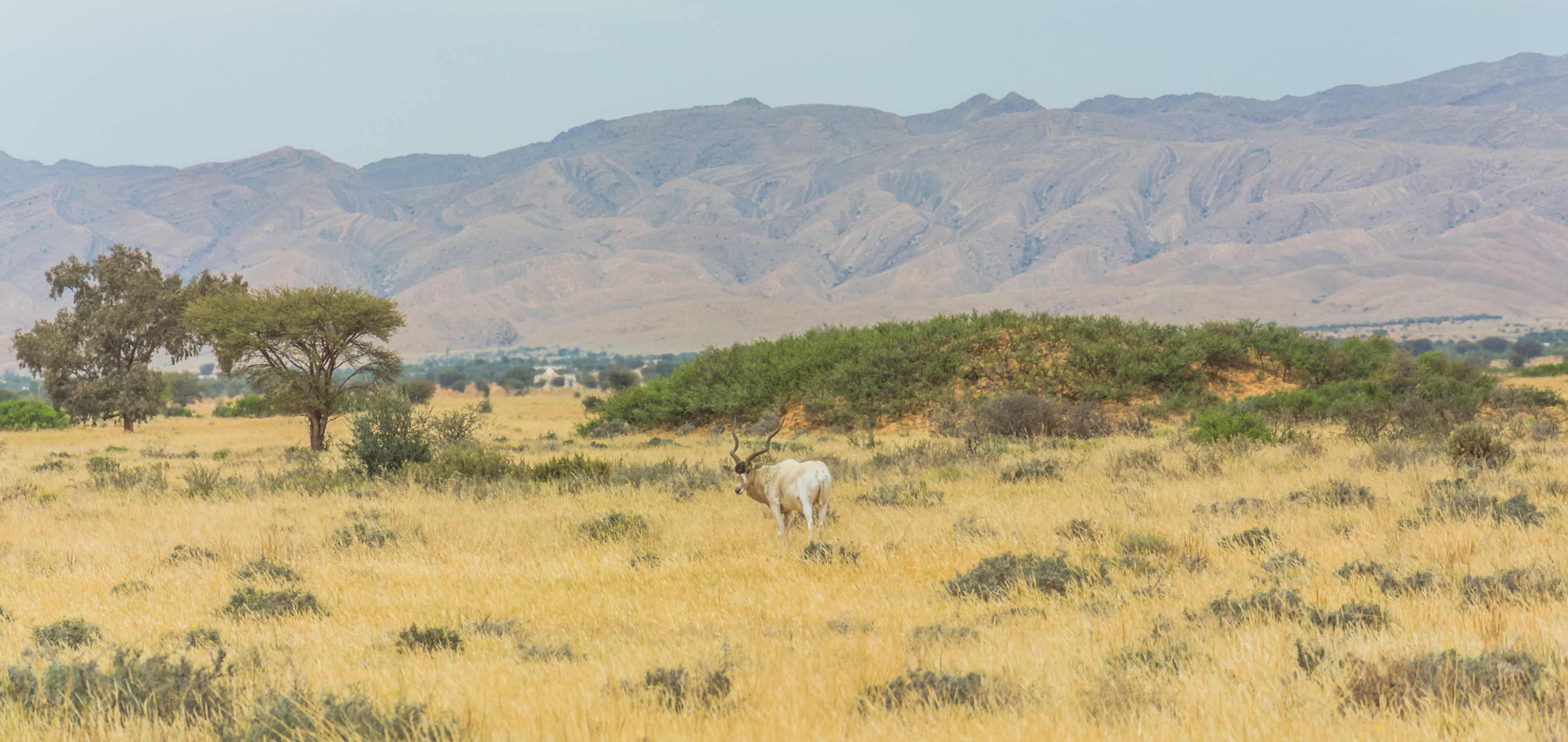
Addax dans les steppes d'acacia.

Le parc national de Bouhedma possède une faune variée d'espèces indigènes et introduites. Il comprend entre autres des mammifères, des oiseaux, des reptiles et des arthropodes.
Les mammifères sont représentés par le mouflon à manchettes (Ammotragus lervia), le lynx du désert (Caracal caracal), rare et menacé, les antilopes (gazelle dorcas, gazelle de Mhorr, addax et oryx), le chacal doré (Canis aureus), le renard famélique (Vulpes rueppellii), etc. Il existe d'autres mammifères de petite taille, comme les rongeurs qui se cachent dans les fissures du djebel : la gerboise du désert (Jaculus jaculus) et le goundi de l'Atlas (Ctenodactylus gundi). Ces animaux sont connus pour leur rapidité et leur camouflage pour échapper aux prédateurs comme les vipères et le chacal doré.
Une variété d'oiseaux sédentaires et migrateurs nichent dans le parc comme l'aigle de Bonelli (Aquila fasciata), la perdrix gambra (Alectoris barbara), le ganga cata (Pterocles alchata caudacutus), la caille des blés (Coturnix coturnix), le cochevis huppé (Galerida cristata), le moineau espagnol qui niche sur les gommiers, le faucon crécerelle (Falco tinnunculus), la chouette chevêche (Athene noctua), le cratérope fauve (Turdoides fulva), etc. Les sites d'observation pour les ornithologues amateurs sont nombreux (forêt d'acacia, djebel, Aïn Charchara, etc.).
Le parc est également la région du Sud la plus riche en reptiles. On en trouve le varan du désert (Varanus griseus), la vipère à cornes (Cerastes cerastes), la grenouille du Sahara (Pelophylax saharicus), le caméléon (Chamaeleo chamaeleo), etc.
La variété d'arthropodes inclut, parmi d'autres, le scorpion jaune (Buthus occitanus), le scorpion maurus (Scorpio maurus), l'araignée du désert et les coléoptères.

#### Mouflon à manchettes

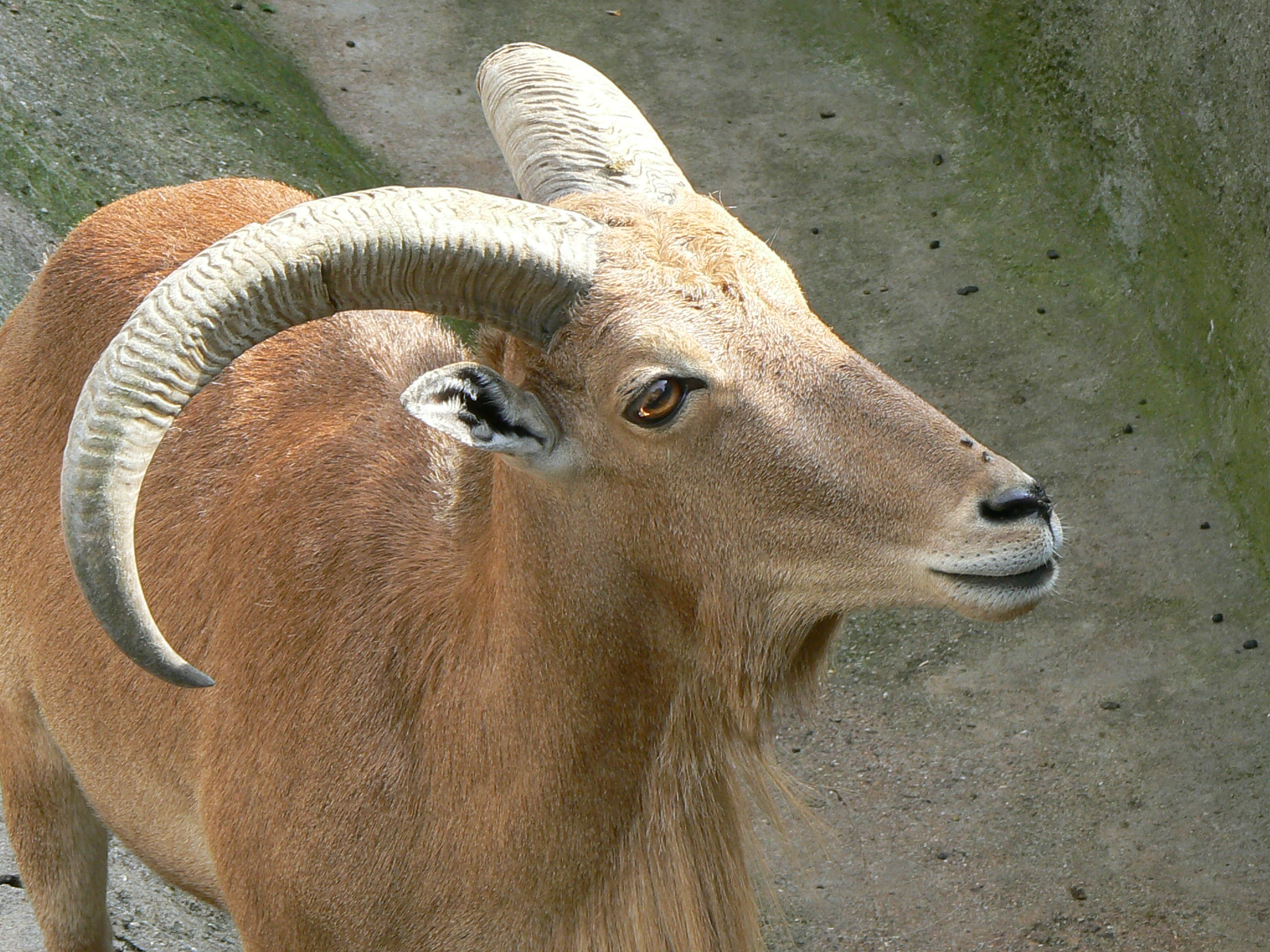
Mouflon à manchettes.

Le mouflon à manchettes (Ammotragus lervia) est un ongulé de la famille des bovidés et endémique de l'Afrique du Nord, notamment ses régions montagneuses. Son comportement social est grégaire, vivant dans des groupes de petite taille. C'est un herbivore généraliste avec une alimentation variée. Il peut ainsi adapter son régime alimentaire en fonction de la saison et de la disponibilité des espèces consommées, ce qui montre sa flexibilité. Parmi les plantes les plus consommées par le mouflon au parc national de Bouhedma figurent l'alfa (Stipa tenacissima) et l'acacia (Acacia raddiana). De plus, cet animal est doté d'une grande capacité d'adaptation aux conditions difficiles et il peut passer de longues périodes sans boire.
En Tunisie, le mouflon est le seul représentant de la famille des caprins (espèce porte-drapeau) avec des effectifs en déclin. Le parc est l'un des rares biotopes ayant une petite population de cet animal. En 2015, on compte cinquante individus en état de liberté et de captivité.
Le mouflon est classé comme espèce vulnérable sur la liste rouge des espèces menacées de l'Union internationale pour la conservation de la nature (UICN). Il est également inscrit sur deux autres listes internationales, à savoir l'annexe ll de la Convention sur le commerce international des espèces de faune et de flore sauvages menacées d'extinction (CITES) et de la Convention de Bonn (CMS). En Tunisie, cet animal est protégé par l'article 209-210 du Code forestier, modifié par la loi no 2009-59. Il est inclus dans le Registre national des espèces sauvages comme espèce en danger critique. Ces dernières années, le mouflon est devenu de plus en plus rare ; les principales menaces sont la réduction de son habitat à cause du surpâturage en faveur des animaux domestiques et le braconnage, que ce soit à but alimentaire ou pécuniaire.

#### Gazelle de Cuvier
La gazelle de Cuvier (Gazella cuvieri) est une espèce endémique de l'Afrique du Nord de taille moyenne et vivant en petits groupes de cinq à six individus. Son mode de vie est variable : elle peut être sédentaire ou migratrice et se trouve à des altitudes variables. Quant à son régime alimentaire, cet animal est principalement un brouteur. Selon les disponibilités du milieu, il se nourrit de jeunes pousses d'alfa (Stipa tenacissima) ou de graminées, mais son espèce préférée est l'acacia.
La population actuelle de la gazelle de Cuvier dans le parc national de Bouhedma est de taille réduite du fait que cette espèce est menacée et a été classée comme espèce vulnérable sur la liste rouge des espèces menacées de l'UICN. Elle est également inscrite à l'annexe ll de la CITES et de la CMS.
Les principales menaces sont le braconnage, la prédation naturelle par les chacals ou les renards, et la perte d'habitat.

#### Oryx algazelle

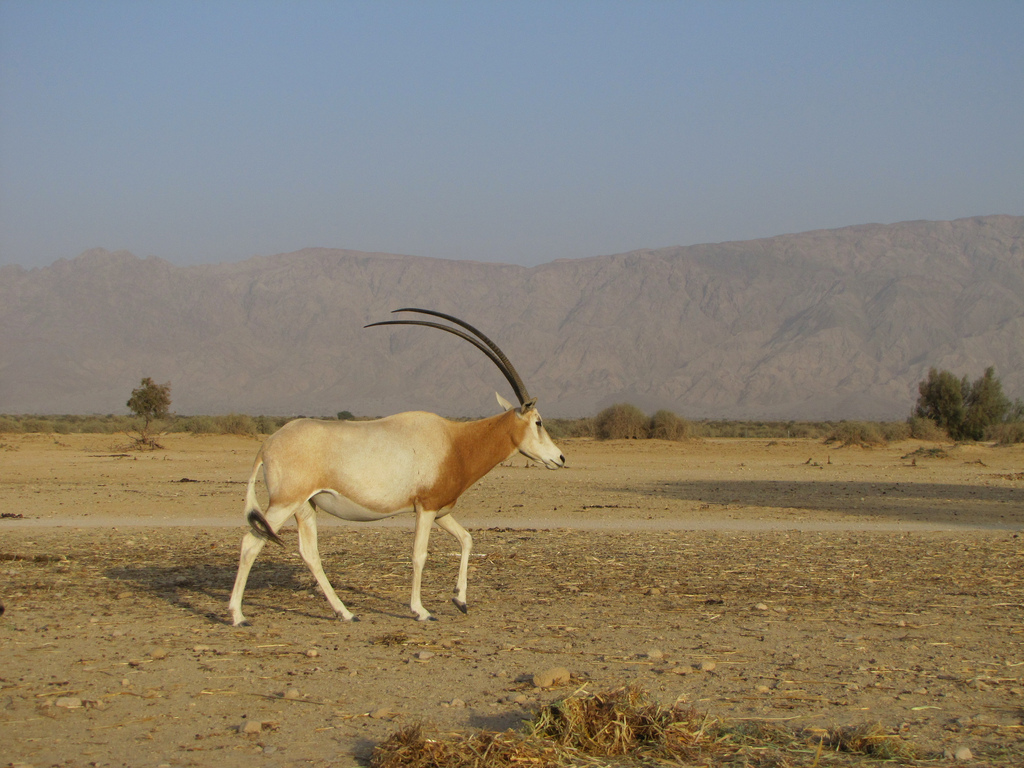
Oryx algazelle.

L'oryx algazelle (Oryx dammah) est une antilope de la sous-famille des hippotraginés vivants en troupeaux d'une douzaine d'individus. Son régime alimentaire est basé sur les graminées, les gousses tombées de l'acacia et d'autres herbes. Cette antilope de grande taille se retrouve dans des habitats différents, incluant les steppes herbeuses, les dunes et les dépressions inter-dunales boisées. De plus, l'oryx est physiologiquement adapté aux conditions de sécheresses et peut rester de nombreux jours sans boire.
Cette espèce était largement répondue tout au long des limites nord et sud du Sahara. De nos jours, elle est classée éteinte à l'état sauvage par l'UICN et fait face à un déclin du nombre des individus, notamment à cause de la chasse illicite, des sécheresses et de la perte d'habitat due au pâturage.
En 1985, dix oryx (cinq mâles et cinq femelles) ont été réintroduits dans le parc national de Bouhedma à l'occasion d'un projet mené par la Société zoologique de Londres. Un programme de réhabilitation de l'habitat a accompagné la réintroduction de l'espèce. Cette restauration a constitué un véritable succès, notamment grâce aux similitudes entre les steppes d'acacia du parc et l'habitat d'origine de l'oryx. En janvier 2005, on compte 150 individus avec un taux de reproduction satisfaisant.

#### Gazelle de Mhorr

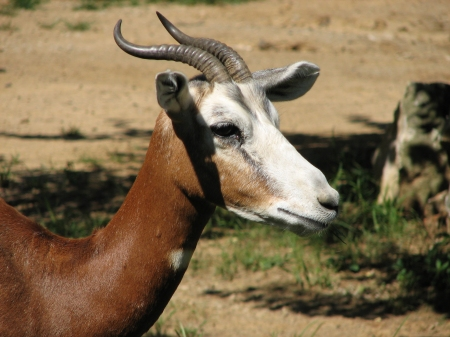
Gazelle de Mhorr.

La gazelle de Mohrr (Gazella dama mohrr) est un mammifère appartenant à la sous-famille des antilopinés. Elle est considérée comme étant la plus grande des gazelles actuelles. Elle a un régime alimentaire mixte de broutage des graminées, des herbacées et des feuillages des ligneux. La distribution de cette espèce est fortement liée à la présence et à la densité des arbres, notamment l'acacia. L'organisation sociale est liée aux saisons ; les individus peuvent se retrouver soit isolés, soit regroupés en troupeaux.
D'après l'UICN, cette espèce est éteinte à l'état sauvage depuis 1968. Cependant, la période de 1990 à 1994 a connu l'introduction d'individus dans le parc national de Bouhedma venant du Parc zoologique de Berlin-Friedrichsfelde et d'Almería. Il est important de souligner que, sur le plan écologique, le parc ne fait pas partie de l'aire de distribution historique de cette gazelle. Toutefois, il existe de nombreuses raisons en faveur de l'introduction de cette espèce, notamment la présence de steppe d'acacia similaire à son habitat original et la compatibilité entre cette espèce et les autres espèces déjà existantes dans la région (gazelle dorcas, mouflon à manchettes et oryx algazelle).

### Flore
Le parc national de Bouhedma abrite près de 400 espèces végétales qui se trouvent à des altitudes variables avec une dominance d'acacia. Le massif montagneux est dominé par les essences suivantes :
- Geneviève de Phénicie (Juniperus phoenacea L.) ;
- Olivier (Olea europea L.) ;
- Romarin (Rosmarinus officinalis L.) ;
- Alfa (Stipa tenacissima L.) ;
- Câprier (Capparis spinosa L.) ;
- Lentisque (Pistacia lentiscus L.).

Les plaines sont dominées par les essences suivantes :
- Gommier ou acacia (Acacia tortilis subsp raddiana) ;
- Armoise herbe blanche (Artemisia herba-alba Asso) ;
- Anarrhine (Anarrhinum brevifolium) ;
- Gymnocarpos decander ;
- Hélianthème à fleurs sessiles (Helianthemum kahiricum) ;
- Harmal (Peganum harmala).

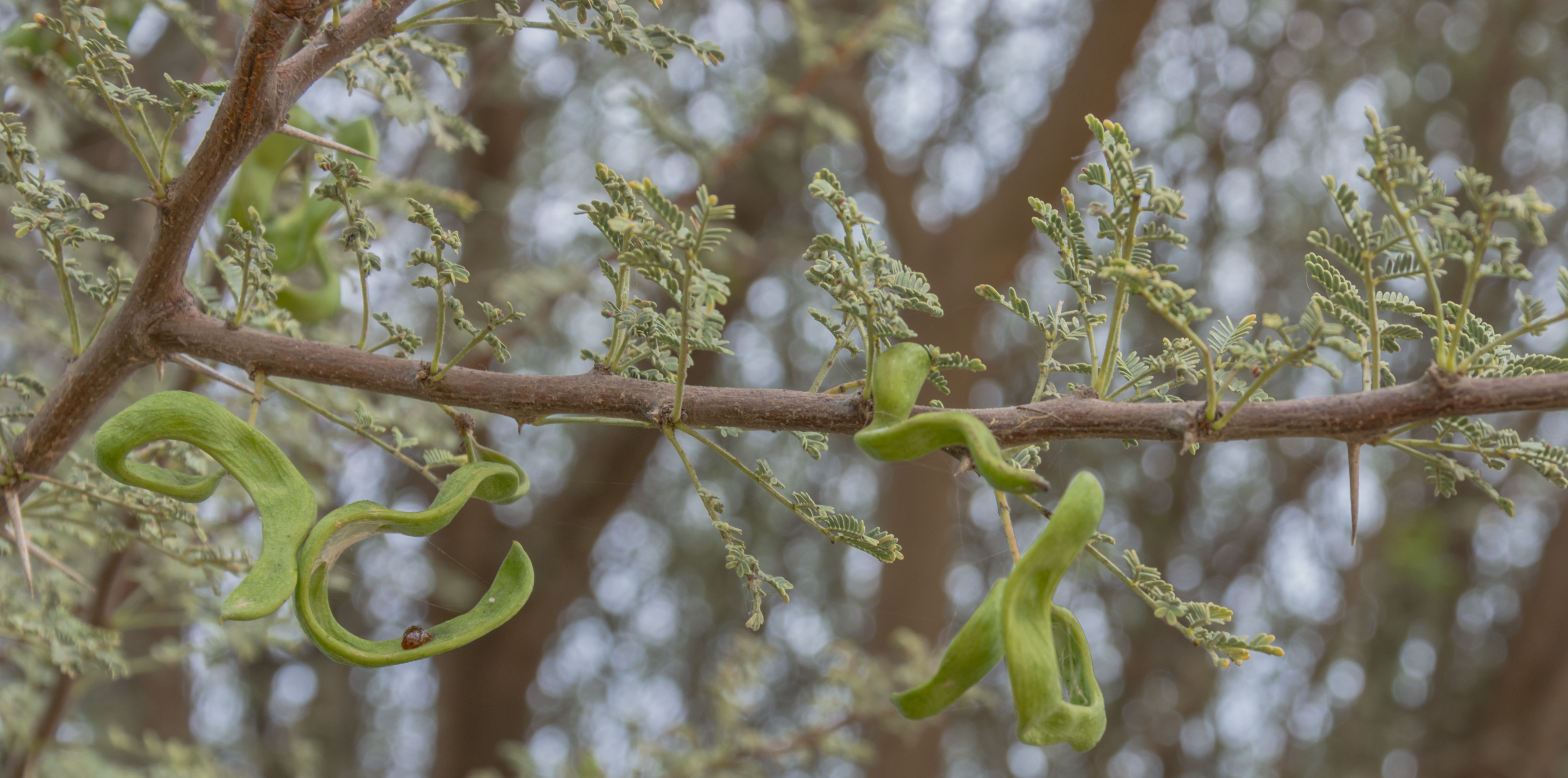
Acacia raddiana.

L'acacia est une espèce ligneuse arborée de la famille des légumineuses. C'est l'une des espèces les plus répondues dans le désert tunisien, notamment au niveau des plaines de Bouhedma qui ne dépassent pas 90 mètres d'altitude. Cet arbuste est capable de s'adapter aux longues périodes de sécheresse (allant jusqu'à 10 mois par an) et de se maintenir dans des conditions correctes grâce à un système racinaire très profond, qui peut atteindre 69 mètres de profondeur, et à la chute partielle des feuilles.
Durant le XIXe siècle, les steppes d'acacia couvraient plus de 38 000 hectares à travers le Sud tunisien. Cette aire de répartition a connu un déclin majeur autour de 1955, notamment à cause du pâturage, de la désertification et de l'érosion. À la suite de cette perte énorme, des actions ont été prises pour combattre l'érosion, notamment la clôture d'une surface de 700 hectares, l'établissement d'une pépinière et la mise en place de trois zones de protection intégrale (ZPI). Ces actions ont conduit à une restauration graduelle de la biodiversité qui a été achevée par l'inscription du parc national de Bouhedma sur la liste de l'Unesco comme réserve mondiale de biosphère en 1977,.
Cette espèce est aussi très utilisée dans les efforts de reforestation et de reconstitution du tapis vert dans les régions arides étant donné qu'elle aide à améliorer la fertilité du sol, ainsi qu'atténuer l'effet de l'érosion. Ses feuilles changent en fonction des conditions climatiques : elles sont habituellement persistantes, mais deviennent caduques lors des sécheresses pour limiter les transpirations au maximum. D'autre part, l'ensemble d'acacia, du jujubier sauvage (Ziziphus lotus) et du nitraire à feuilles rétuses (Nitraria retusa) forment un refuge à plusieurs espèces d'oiseaux et de mammifères. De plus, l'acacia a un potentiel d'usage économique et écologique. Par exemple, les agriculteurs de la région l'utilisent en tant que produit fertilisant. Différentes parties sont également utilisées en médecine traditionnelle.

## Écotourisme
Le parc national de Bouhedma possède un potentiel écotouristique. Sa richesse de biodiversité et de paysages ainsi que son accessibilité permettent de développer un grand nombre d'activités récréatives (observation ornithologique, randonnées, camping, trekking, etc.). D'autres exemples incluent la visite des grottes berbères, les sources thermales (Haddej) et les cascades (Aïn Charchara) au niveau du djebel ou les vestiges et ouvrages archéologiques de dérivation hydraulique de l'oued Hadedj datant de la période romaine,.
La visite de l'écomusée de Bouhedma permet aux visiteurs de s'informer sur la spécificité du parc et de découvrir les arts et traditions populaires (tapisserie berbère, poterie traditionnelle, produits à base d'alfa, etc.). Il dispose aussi d'expositions sur l'historique de la région et la biodiversité présente dans le parc. Il existe également des expositions de produits artisanaux et agricoles biologiques de la région.
Plusieurs circuits et parcours de randonnées permettant de profiter des paysages du parc.
Les outils préhistoriques comme les silex taillés et les dolmens trouvés à travers la région de Bouhedma indiquent qu'elle était habitée à l'époque préhistorique. On trouve également des vestiges romains et des ruines de villages arabo-islamiques.

## Conservation
La surface totale du parc, soit 16 844 hectares, est gérée par un système de protection qui la subdivise en trois zones de protection intégrale : une zone noyau où les activités de chasse, d'exploitation et de pâturage sont interdites et qui couvre 8 814 hectares, deux zones tampons et deux zones de transition ou d'agriculture. L'une des zones tampons est entourée par une clôture pour protéger la faune sauvage (gazelle de Mhorr, oryx algazelle, mouflon à manchettes, etc.) et éviter le pâturage par les troupeaux d'animaux domestiques,.
En dépit des différentes mesures de conservation, le parc subit plusieurs pressions sur ses ressources naturelles. Ceci est dû principalement au manque de sensibilisation des populations alentour aux enjeux de la conservation des espèces menacées. En effet, ces populations ont, pendant longtemps, exploité les espaces et les ressources de Bouhedma comme source principale de revenu. Les cultures d'oliviers et de céréales ainsi que l'élevage sont des traditions ayant pour origine les habitudes ancestrales des tribus nomades. La diversification des sources de revenus de ces populations, par l'écotourisme par exemple, constitue une opportunité pour réduire la pression sur les ressources naturelles, en les impliquant dans la gestion et la conservation du parc.
D'autres défis incluent la désertification, l'érosion, le manque d'autonomie financière et la mauvaise gestion administrative.
Le 28 mai 2008, le gouvernement tunisien propose le site pour un futur classement sur la liste du patrimoine mondial de l'Unesco.